# Nové Hvězdlice
Nové Hvězdlice (deutsch  Neu Wieslitz, früher Neu Hwiezdlitz) ist ein Ortsteil von Hvězdlice in Tschechien. Er liegt elf Kilometer südwestlich von Morkovice-Slížany und gehört zum Okres Vyškov.

## Geographie
Nové Hvězdlice befindet sich in den Litenčické vrchy. Das Städtchen erstreckt sich in der Talmulde des Baches Hvězdlička. Nördlich erhebt sich der Klín (448 m), im Nordosten die Stará hora und der Hradisko (518 m), südöstliche die Kalvárie (354 m) sowie westlich die Homole (336 m).
Nachbarorte sind Žešov und Orlovice im Norden, Zdravá Voda im Nordosten, Nítkovice und Chvalkovice im Osten, Komorov und Dobročkovice im Südosten, Uhřice und Roštoutky im Süden, Bohaté Málkovice im Südwesten, Kozlany im Westen sowie Bohdalice und Staré Hvězdlice im Nordwesten.

## Geschichte
Archäologische Funde belegen eine frühzeitliche Besiedlung des Ortes. 1949 wurden bei Bauarbeiten zwei Hockergräber der Aunjetitzer Kultur aufgefunden, die aus der Zeit um 1650 v. Chr. stammen. Des Weiteren wurde am Hügel Kalvárie eine um 1000 v. Chr. angelegte Urnengräberstätte und 1861 ein Behältnis mit Brakteaten aus der Zeit zwischen 1253 und 1305 vorgefunden.
Der Markt und die Feste Nové Hvězdlice (municionem et opidum Hwyezdlicz) wurden erstmals 1353 im Zuge ihres Verkaufs durch Bernart II. von Cimburg an seinen Bruder Albrecht Vranovec genannt. Gründer des Marktes und der Feste war wahrscheinlich das Geschlecht von Hvězdlice, ein Zweig der Herren von Deblín. Zwischen 1366 und 1406 war Jaroš von Cimburg, ein Sohn Albrecht Vranovecs, Besitzer von Nové Hvězdlice. Er erweiterte seinen Besitz noch um Staré Hvězdlice. Während des mährischen Bruderkrieges zwischen den Markgrafen Jobst und Prokop von Mähren wurde, wahrscheinlich im Jahre 1399, die Feste erobert und zerstört.
1411 erwarb das Augustinerkloster St. Thomas in Brünn den Markt Nové Hvězdlice und das Dorf Staré Hvězdlice einschließlich der wüsten Feste für 1020 Pfund Silber von Jaroš Bruder Albrecht Tovačovský von Cimburg. Der Orden errichtete in Nové Hvězdlice einen Verwaltungssitz, dem neben dem Städtchen die Dörfer Staré Hvězdlice, Německé Málkovice und Kozlany sowie Teile der Dörfer Černčín und Tschechen unterstanden. In den Hussitenkriegen bemächtigte sich Jan von Dlouhá Ves der klösterlichen Herrschaft. Die Augustiner verpfändeten Nové Hvězdlice um 1530 an Vilém von Víckov. Kaiser Ferdinand I. erteilte Nové Hvězdlice auf dessen Gesuch das Privileg für zwei Märkte. 1573 konnten sich die Bewohner des Städtchens von den Frondiensten freikaufen. Im Jahre 1668 erhielt Nové Hvězdlice das Braurecht. Seit 1733 ist die Existenz des Heilbads Brunn belegt. Im Jahre 1760 ist die erste Töpferwerkstatt nachweisbar. Zu dieser Zeit entstand auch die erste Schule. 1783 bestätigte Kaiser Joseph II. die Privilegien von Nové Hvězdlice, die u. a. vier Jahrmärkte und einen Viehmarkt umfassten. 1791 hatte Neu Wieslitz 821 Einwohner. Erneut bestätigt wurden die alten Rechte 1795 durch Kaiser Franz II. 1802 bezog die einklassige Schule ein neues Schulhaus. Bis zur Mitte des 19. Jahrhunderts blieb Nové Hvězdlice immer den Augustiner-Eremiten, die 1783 nach Alt Brünn verwiesen wurden, untertänig. Nové Hvězdlice war ein Ackerbürgerstädtchen, es bestanden eine Ziegelei, eine Brauerei, eine Brennerei und zwei Windmühlen.
Nach der Aufhebung der Patrimonialherrschaften bildete Nové Hvězdlice einschließlich des Bades Gesundbrunn ab 1850 eine Marktgemeinde in der Bezirkshauptmannschaft Wischau. 1878 wurde der zweiklassige und 1893 der dreiklassige Unterricht aufgenommen. Dass sich das Schulhaus dafür zu klein erwies, erfolgte in den Jahren 1910 und 1911 der Bau der neuen Schule. Die Freiwillige Feuerwehr gründete sich 1886. Im Jahre 1910 waren in Nové Hvězdlice 20 Weber und 26 Handwerker ansässig. 1930 erreichte das Städtchen mit 1906 Einwohnern die höchste Bevölkerungszahl in seiner Geschichte. 1947 verlor Nové Hvězdlice den Status eines Městys. 1948 wurde der Kindergarten eingerichtet. Zwischen 1950 und 1960 gehörten die Gemeinde zum Okres Bučovice und kam nach dessen Aufhebung mit Beginn des Jahres 1961 zum Okres Vyškov zurück. 1964 wurden Nové Hvězdlice mit Staré Hvězdlice zur Gemeinde Hvězdlice zusammengeschlossen. Die Grundschule wurde 2002 wegen zu geringer Schülerzahl geschlossen. Nové Hvězdlice hatte im Jahre 1991 594 Einwohner. Beim Zensus von 2001 lebten in den 190 Häusern von Nové Hvězdlice und Zdravá Voda 588 Personen.
Am 10. Oktober 2006 erhielt Hvězdlice den Status eines Městys zurück.

## Sehenswürdigkeiten
- Barockschloss Nové Hvězdlice, der eingeschossige zweiflügelige Bau entstand 1712 nach Plänen von Giovanni Pietro Tencalla als Residenz des Augustinerklosters. 1924 wurde im Schloss ein Blindenheim eingerichtet, heute dient es als Altersheim. Über dem Portal befindet sich eine Kartusche mit dem Wappen des Propstes Nikolaus Kederitz.
- Spätbarocke Pfarrkirche Jakobus des Älteren und Matthäus, sie wurde zwischen 1770 und 1773 unter dem Prälaten Matouš Perčr nach Plänen des Brünner Baumeisters Franz Anton Grimm errichtet.
- Pfarrhaus, der Barockbau entstand um 1730. Die Kartusche über dem Eingangsportal trägt das Wappen des Brünner Propstes Andreas Zirkel.
- Wallfahrtskapelle auf dem Hradisko
- Reste der Feste Nové Hvězdlice, auf dem Hügel Kalvárie bzw. Holá Manda südlich des Städtchens, sie wurde in der zweiten Hälfte des 13. Jahrhunderts unter den Herren von Deblín errichtet und erlosch um 1400 während des mährischen Bruderkrieges zwischen den Markgrafen Jobst und Prokop von Mähren. Seit 1411 gilt die Burg als wüst.

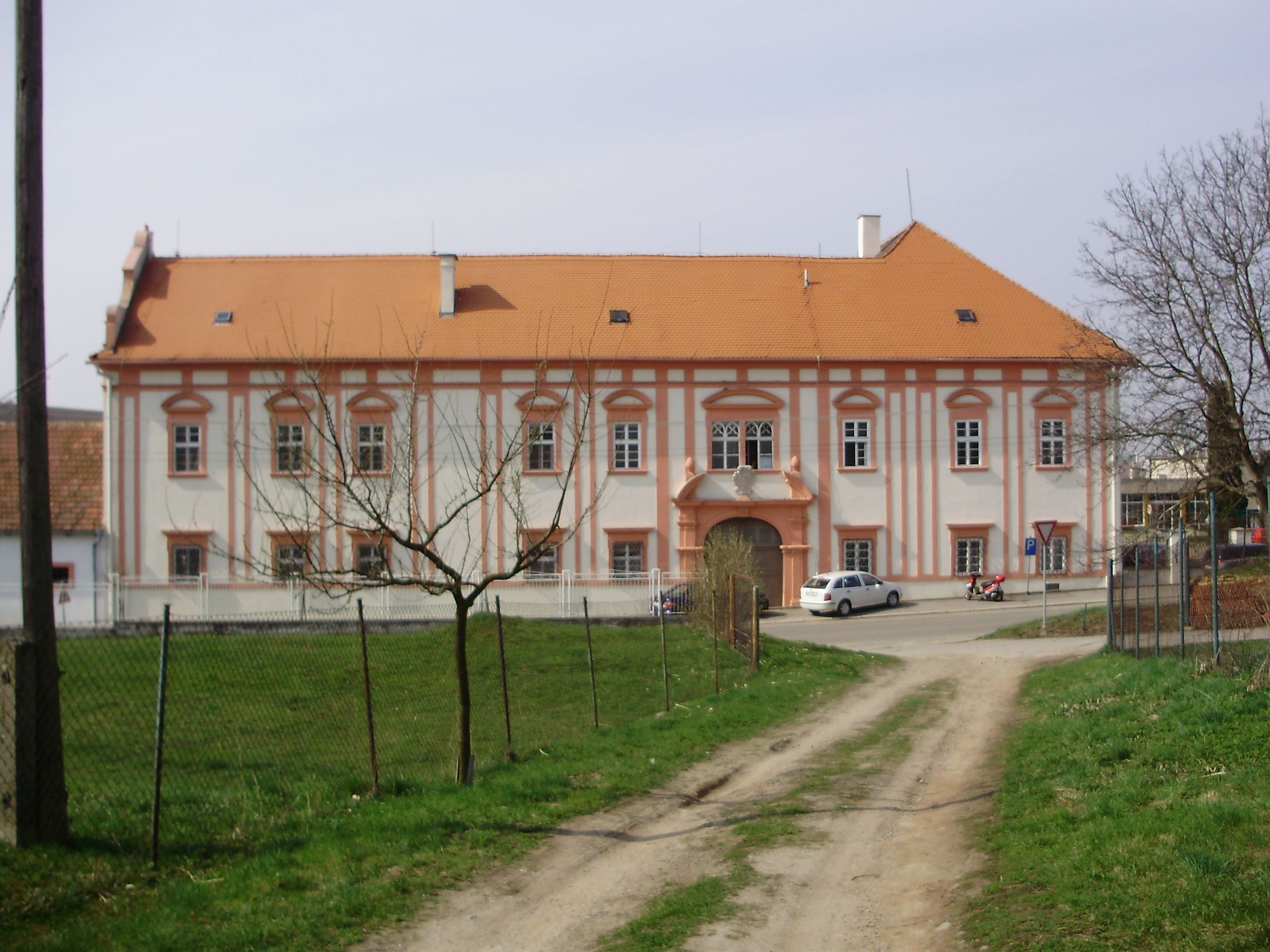
Schloss Nové Hvězdlice
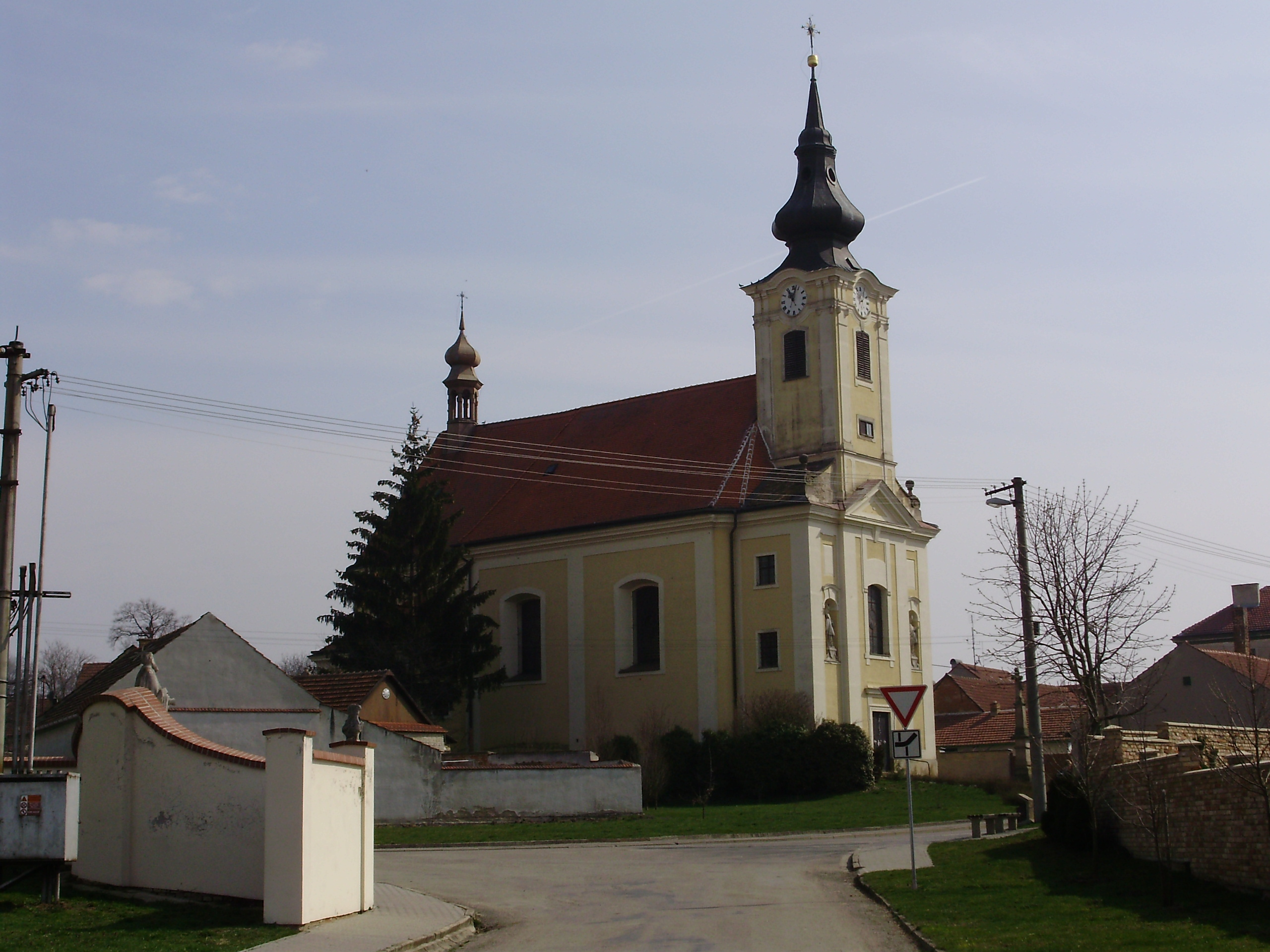
Pfarrkirche Jakobus des Älteren und Matthäus
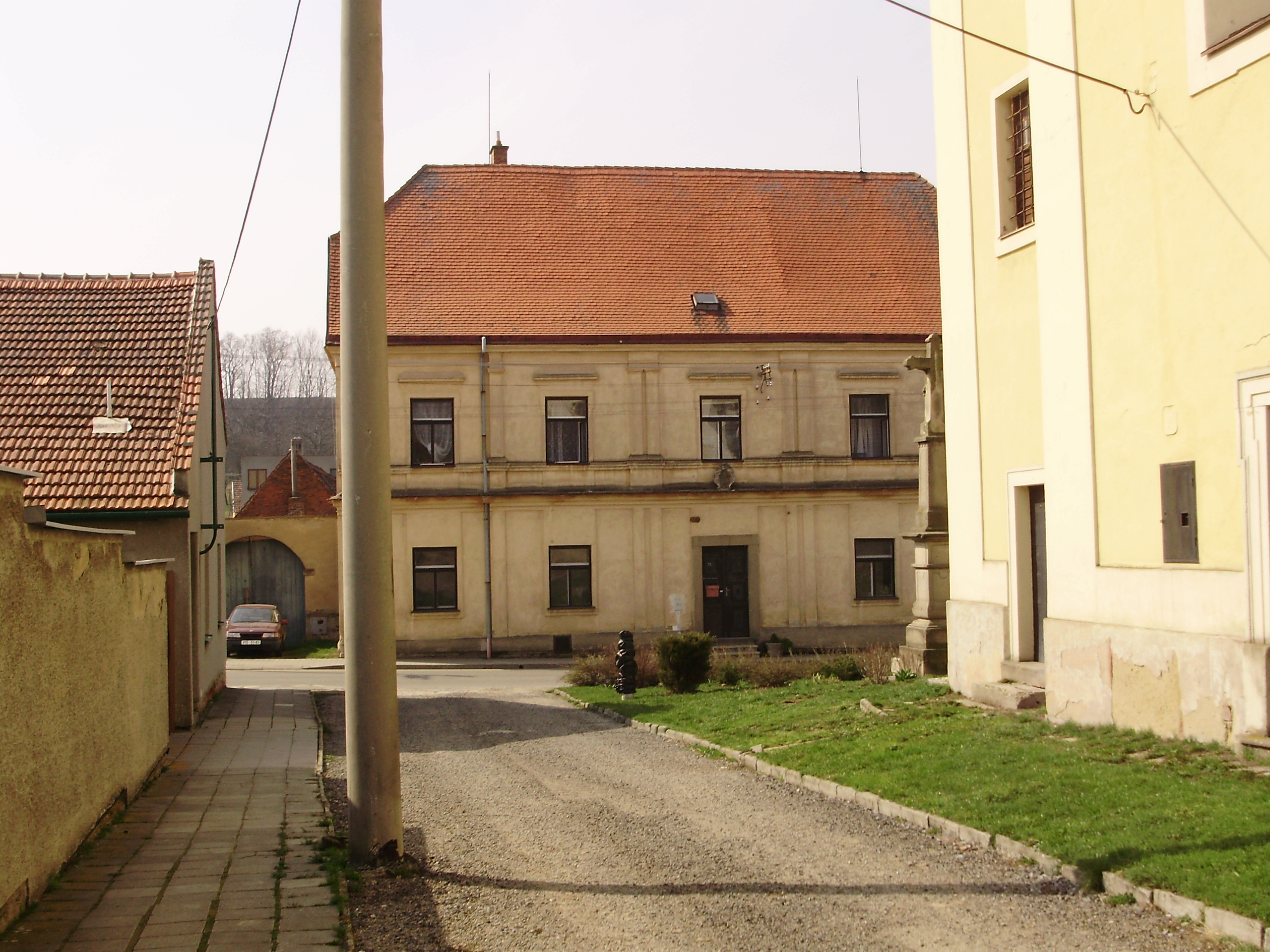
Pfarrhaus Nové Hvězdlice